# Bruno St-Onge
Bruno St-Onge (* 27. Juli 1959 in Québec) ist ein kanadischer Biathlonfunktionär.
Bruno St-Onge war selbst als junger Mann aktiver Biathlet an einer kanadischen Kadettenanstalt. In den 1980er Jahren war er Cadet Instructors Cadre. 1992 machte er seinen Abschluss an der Université Laval in Québec. St-Onge ist Präsident der Association des clubs de biathlon du Québec. Im Executive Committee des Kanadischen Biathlon-Verbandes ist er für die nationalen Freiwilligen-Programme zuständig zudem gehört er dem Officials Committee an. Seit 2006 gehört er auch zu den Technischen Delegierten der Internationalen Biathlon-Union, die für die korrekte Durchführung der internationalen Wettbewerbe verantwortlich sind. Neben Rennen auf kanadischer Ebene, so Kanadischen Meisterschaften, dem Biathlon-NorAm-Cup oder Biathlon-Nordamerikameisterschaften war St-Onge 1991 auch für die Durchführung eines Weltcup-Rennens und 2006 für die Jugend- und Juniorenweltmeisterschaften in Presque Isle zuständig. Höhepunkt war in diesem Bereich die Verantwortung für die Strecken während der Olympischen Winterspiele von Vancouver. In Kanada ist er auch für die Ausbildung der Streckenfunktionäre zuständig.
St-Onge ist einer der höchstdekorierten kanadischen Biathlonfunktionäre. 2004 wurde ihm der Ruedi Setz Memorial Award zuerkannt, 2006 der June Hooper Memorial Award und 2009 der Myriam Bédard Award. Er ist neben Carol Henley, die den Myriam Bédard Award gemeinsam mit ihm bekam, der einzige Preisträger aller drei Auszeichnungen. 2008 wurde er als bislang einziger Ausgezeichneter zudem mit der Official of the Year-Trophäe bedacht. Nach ihm wurde der Bruno St-Onge Award benannt, mit dem der beste Helfer des Jahres bei den Kadetten-Meisterschaften Kanadas ausgezeichnet wird. Er lebt in Squamish.